# Теорема Колмогорова о двух рядах
Теорема Колмогорова о двух рядах в теории вероятностей задаёт достаточное условие сходимости с вероятностью единица ряда независимых случайных величин. Теорема Колмогорова о двух рядах может быть использована для доказательства усиленного закона больших чисел.

Для сходимости с вероятностью единица ряда {\displaystyle \sum \xi _{n}} из независимых случайных величин достаточно, чтобы одновременно сходились два ряда: {\displaystyle \sum M\xi _{n}} и {\displaystyle \sum D\xi _{n}}. Если к тому же {\displaystyle \sum P(|\xi _{n}|\leqslant c)=1,n\geqslant 1}, то это условие является и необходимым.

## Доказательство
Если {\displaystyle \sum D\xi _{n}<\infty }, то по теореме Колмогорова - Хинчина о сходимости {\displaystyle \sum (\xi _{n}-M\xi _{n})} сходится. Но по предположению ряд {\displaystyle M\xi _{n}} сходится, поэтому сходится и ряд {\displaystyle \sum \xi _{n}}.
Для доказательства необходимости воспользуемся следующим приемом "симметризации". Наряду с последовательностью {\displaystyle \xi _{1},\xi _{2}...} рассмотрим не зависящую от неё последовательность случайных величин {\displaystyle \xi _{1}^{'},\xi _{2}^{'}...} таких, что {\displaystyle \xi _{n}^{'}} имеет то же распределение, что и {\displaystyle \xi _{n},n\geqslant 1}.
Тогда, если сходится ряд {\displaystyle \sum \xi _{n}}, то сходится и ряд {\displaystyle \sum \xi _{n}^{'}}, а значит, и ряд {\displaystyle \sum (\xi _{n}-\xi _{n}^{'})}. Но {\displaystyle M(\xi _{n}-\xi _{n}^{'})=0} и {\displaystyle P(|\xi _{n}-\xi _{n}^{'}|\leqslant 2c)=1}. Поэтому по теореме Колмогорова - Хинчина о сходимости {\displaystyle \sum D(\xi _{n}-\xi _{n}^{'})<\infty }.
Далее {\displaystyle \sum D\xi _{n}={\frac {1}{2}}\sum D(\xi _{n}-\xi _{n}^{'})<\infty }.
Поэтому по теореме Колмогорова - Хинчина о сходимости с вероятностью единица сходится ряд {\displaystyle \sum (\xi _{n}-M\xi _{n})}, а значит, сходится и ряд {\displaystyle \sum M\xi _{n}}.
Итак, из сходимости ряда {\displaystyle \sum \xi _{n}} (в предположении {\displaystyle P(|\xi _{n}|\leqslant c)=1,n\geqslant 1)} вытекает, что оба ряда {\displaystyle \sum M\xi _{n}} и {\displaystyle \sum D\xi _{n}} сходятся.